# Sean Avery
Sean Christopher Avery (North York, 10 de abril de 1980) é um ex-jogador de hóquei de gelo profissional canadense. Durante sua carreira na National Hockey League (NHL), ele jogou de esquerda para, Detroit Red Wings, Los Angeles Kings, Dallas Stars e New York Rangers, ganhando reconhecimento por seu estilo de agitação de jogo e comportamento controverso dentro e fora do gelo. Ele também é conhecido por seus interesses ecléticos, tendo trabalhado na moda, mais notavelmente como estagiário na revista Vogue; como modelo; e, como um restaurador. Ele terminou sua carreira de 12 anos com um total de 90 metas, 247 pontos e 1.533 minutos de penalidade em 580 jogos.
Depois de se aposentar em 2012, Avery começou a trabalhar na Lipman, uma agência de publicidade em New York City. Ele foi promovido a funcionário sênior, mas a empresa fechou sem aviso prévio, em setembro de 2013, aparentemente devido a problemas financeiros, mais tarde, a declaração de falência, e devido Avery $ 229.167.
Sean já namorou a atriz canadense, Elisha Cuthbert por quase dois anos; eles se separaram em agosto de 2007.

## Início de vida
Avery nasceu em North York, Ontario, filho de Al e Marlene Avery, ambos os professores. Ele cresceu em Pickering Ontário,onde participou Dunbarton High School. Ele tem um irmão mais novo chamado Scott.

## Carreira de hóquei

### Junior league (1996–2000)
Antes de ingressar na NHL, Avery jogou para a Owen Sound Platers ea Kingston Frontenacs da Liga de Hóquei de Ontário.

### Detroit Red Wings (2001–2003)
Avery foi contratado pelo Detroit Red Wings como um agente livre em 1999. Ele jogou uma última temporada na OHL antes de se tornar profissional em 2000 com o Cincinnati Mighty Ducks da American Hockey League (AHL). Ele invadiu a NHL na temporada 2001-02, jogando 36 jogos com os Red Wings e 36 menores. Os Red Wings passou a ganhar a Copa Stanley nessa temporada, mas Avery não jogou nos playoffs, e nem jogou os 41 jogos necessários  para se seu nome gravado na Copa.
No meio da temporada 2002-03, Avery  negociou com o Los Angeles Kings. Ele terminou a temporada com 15 pontos em 51 jogos.

## Controvérsias
Ao longo de sua carreira de hóquei, Avery estava envolvido em uma série de controvérsias e foi multado pela NHL em numerosas ocasiões. A polêmica começou no início de sua carreira; O gerente geral da Red Wings, Ken Holland, disse ele descarregou Avery durante a temporada 2002-03, em parte porque ele não parecem ter respeito para o jogo.

### Comentário sobre leucemia
Em novembro de 2007, Howard Berger, jornalista da estação de rádio FAN 590 de Toronto, afirmou que um jogador da Rangers (sem nome) acusou Avery de comentar sobre a luta do jogador do Toronto Maple Leafs, Jason Blake, com leucemia, antes de um confronto antes do jogo entre Avery e Darcy do Toronto Tucker. Avery, que negou a alegação, recebeu uma multa da NHL de US $ 2.500 , e Tucker recebeu uma multa de US $ 1.000.

### "Sloppy seconds" comentário
Em 2 de dezembro de 2008, Avery se aproximou dos repórteres reunidos no vestiário e disse: "Eu só quero comentar sobre como ele se tornou como uma coisa comum em NHL para a gente a cair no amor com meus desleixado segundos. Eu não sei do que se trata, mas desfrutar do jogo esta noite". Na época, o defensor Dion Phaneuf estava namorando a ex-namorada de Avery, a atriz Elisha Cuthbert, e Jarret Stoll estava namorando modelo Rachel Hunter, outra ex-namorada.
Ele foi posteriormente suspenso pelo comentário contra Elisha Cuthbert, e em poucas horas, a NHL suspendeu Avery indefinidamente por "conduta prejudicial para o campeonato ou o jogo de hóquei". Seus comentários foram recebidos com condenação quase unânime pela organização Stars, outros jogadores e fãs. O Tom Hicks disse que a equipe NHL teria suspendido Avery e não agiu em primeiro lugar. Avery pediu desculpas no dia seguinte, chamando suas ações "inadequado" e "uma má tentativa de construir emoção para o jogo".